# معدل الحرارة
معدل الحرارة (بالإنجليزية: Heat rate)‏ هو مصطلح يستخدم في محطات الطاقة للتعبير عن اقتصادية الوقود, و يعرف أنه:

"كمية الحرارة المضافة بالوحدة الحرارية البريطانية(بالإنجليزية: Btu)‏ لإنتاج وحدة شغل مقدارها ك.وات.ساعة".

و فيما يلي بعض العلاقات المستخدمة لحساب معدل الحرارة:
HR = Qadd / Wnet
حيث:
- HR: معدل الحرارة الصافي للدورة.
- Qadd: كمية الحرارة المضافة للدورة بالوحدة الحرارية البريطانية.
- Wnet: شغل الدورة الصافي بالكيلو.وات.ساعة.

HRtot = Qadd / ẆT
حيث:
- HRtot: معدل الحرارة الكلي للدورة.
- Qadd: معدل كمية الحرارة المضافة للدورة.
- ẆT: القدرة الخارجة من التربينة.

HRnet = Qadd / ẆPP

حيث:
- HRnet: معدل الحرارة الصافي للمحطة.
- Qadd: معدل كمية الحرارة المضافة لمولد البخار.
- Ẇpp: القدرة الصافية للمحطة.

## العلاقة مع الكفاءة
يتناسب معدل الحرارة تناسسبا عكسيا مع الكفاءة الحرارية لمحطة الطاقة و يمكن التعبير عن العلاقة بينه و بين الكفاءة بالمعادلة التالية:
HR = 3412 / ηth

حيث:
- HR: معدل الحرارة.
- ηth: الكفاءة الحرارية.

## قيم معدل الحرارة
القيمة المناسبة لمعدل الحرارة = 10000 وحدة حرارية بريطانية/كيلو.وات.ساعة و تقل عن 10000 في محطات الطاقة الجديدة نظرا لكفاءتها أما محطات الطاقة القديمة و التي تكون فيها الكفاءة منخفضة فإن معدل الحرارة يزيد عن 10000وحدة حرارية بريطانية/كيلو.وات.ساعة مما يعني إستهلاك أكبر للوقود.

## اقرأ أيضا
- درجة الحرارة
- درجة حرارة بويل
- كفاءة حرارية
- نقطة الإقتراب
- سخانات مياه التغذية
- روثالبي